# Augustin Louis de Montblanc
Pour les articles homonymes, voir Montblanc.
Augustin Louis, comte de Montblanc, né le 28 mai 1767 à Sausses (Alpes-de-Haute-Provence) et mort le 28 décembre 1841, est un prélat français du XIXe siècle.

## Biographie

### Formation
Issu d'une famille d'aristocrates originaires des Alpes, la Révolution française le force de s'expatrier. Il se réfugie d'abord en Italie avant de passer en Angleterre où il obtient le grade de docteur de l'université d'Oxford.

### Fonctions épiscopales
Rentré en France en 1814, il est nommé évêque de Saint-Dié en 1817 mais ne prend jamais possession de son siège épiscopal pour des raisons politiques. En 1821, il est nommé coadjuteur de l'archevêque de Tours, avec future succession, et le titre d'évêque titulaire de Carthage. Il est en même temps nommé chanoine du premier ordre de l'église royale de Saint-Denis. Il succède à Tours en  1824, après la mort du titulaire. Montblanc est élevé à la dignité de  pair de France en 1825.

## Armes
D'azur à la bande d'or, accompagnée de deux miroirs d'argent au cadre perlé du second.